# Stop motion
Stop motion (de asemenea, cunoscut sub numele de „stop cadru”) este o tehnică de animație care face ca obiectele din jurul nostru să pară a se deplasa de unele singure. Obiectul este mutat cu pași mici, între cadre fotografiate individual, creând iluzia de mișcare atunci când o serie de cadre sunt rulate ca și o secvență cotinuă.